# 3108 Любов
3108 Любов (3108 Lyubov) — астероїд головного поясу, відкритий 18 серпня 1972 року.
Тіссеранів параметр щодо Юпітера — 3,622.